# 死刑囚表現展
死刑囚表現展（しけいしゅうひょうげんてん）は、日本の死刑囚の作品をコンテスト形式で展示する美術展覧会。
埼玉愛犬家連続殺人事件、和歌山毒物カレー事件、秋葉原通り魔事件、相模原障害者施設殺傷事件などの重大事件の犯人が多数参加しており、その拙い表現あるいは意外な絵心なども含めてメディアや大衆に注目されている。また、社会と隔離された死刑囚の声を届ける手段である点を評価する向きもある。一方で、被害者や遺族への冒涜であるという批判や、感化される者が出てくる可能性を指摘する声も絶えない。

## 概要
2005年、大道寺将司の母幸子（2004年没）の意志を継いで設立された「死刑廃止のための大道寺幸子基金」の主催で第1回が開催される。優秀作品に選ばれた「コスモ・リサーチ事件」犯人による手記『こんな僕でも生きてていいの』は書籍化された。
2014年の第10回開催を持って終了する予定であったが、島田事件の元死刑囚から資金の提供があり、翌年の第11回からは基金名を「死刑廃止のための大道寺幸子・赤堀政夫基金」に改称して継続することとなる。
2019年、会場がギャラリー大和田から松本治一郎記念会館に変更。
2020年、相模原事件の犯人が自身の主張をアピールした文章作品が展示され物議を醸すとともに、一般大衆に展覧会の存在が知れ渡った。当作品への評価はほとんどが酷評であり、一部の遺族は贖罪の気持ちが無いと失望を示している。
2021年、相模原事件の犯人による観音像をモチーフにした絵が展示された。
他に、同展覧会の歴代出展作品を展示するイベント（「いのちの表現展」「極限芸術～死刑囚は描く～」など）が不定期に開催された。
これとは別に、2000年前後に原爆の図丸木美術館やイエズス会社会司牧センターが同趣旨の展覧会「いのちの絵画展」を開催している。

## 選考委員
- 太田昌国 - 主催メンバーの一人。
- 池田浩士
- 加賀乙彦
- 香山リカ
- 川村湊
- 北川フラム
- 嶋田美子（2021年から）
- 中村一成（2021年から）
- 坂上香（2020年まで）